# Krystal Murray
Pas d'image ? Cliquez ici

a Compétitions nationales et continentales officielles uniquement.

b Matchs officiels uniquement.
Dernière mise à jour le 14 septembre 2024.
Krystal Murray, née le 16 juin 1993 à Kaitaia (Nouvelle-Zélande), est une joueuse internationale néo-zélandaise de rugby à XV et également internationale à XIII évoluant au poste de pilier. Elle représente Northland en Farah Palmer Cup et joue avec les Chiefs Manawa en Super Rugby Aupiki.
Très technique pour son poste, elle joue parfois troisième ligne centre, son poste de formation. Elle est également buteuse.

## Biographie
Krystal Murray naît le 16 juin 1993 à Kaitaia en Nouvelle-Zélande. Elle grandit à Kaitaia et commence à jouer au rugby à neuf ans. Au lycée, elle est sélectionnée avec l'équipe scolaire du Northland. Après ses études, elle passe cinq ans dans l'armée. Elle joue à XV mais aussi à XIII.
En 2017, elle est appelée par les Kiwi Ferns pour disputer la Coupe du monde de rugby à XIII (en). Elle marque cinq essais en cinq matchs.
Elle est appelée par l'entraîneur de Northland en 2019. Elle accepte quasiment par ennui, éprouvant un besoin irrépressible d'activité, deux ans après le décès de son père. Si elle joue en partie pour le souvenir de ce père-supporter et fan de rugby, elle est aussi très attachée à l'image positive qu'elle peut renvoyer sur sa communauté d'origine et toute la province du Northland.
En 2022, elle joue pour la franchise des Blues. Elle compte quatre sélections en équipe de Nouvelle-Zélande de rugby à XV quand elle est retenue en septembre pour disputer la Coupe du monde qui se joue pour elle à domicile (elles ne sont que deux joueuses du Northland dans l'effectif). Elle marque un essai en finale face aux Red Roses.
Après la Coupe du monde, un journaliste a demandé au sélectionneur Wayne Smith à qui il aurait confié un éventuel drop décisif à la dernière seconde de la finale, et se voit répondre « Krystal Murray aurait été mon option no 1. »
Auréolée de son titre de championne du monde, elle rejoint les Hurricanes Poua. Quand elle signe son contrat, elle ne sait même pas qui sera l'entraineur. Elle ressentait une envie de nouveauté et le besoin de sortir de sa zone de confort.
En septembre 2023, elle gagne la finale de la deuxième division de Farah Palmer Cup, face à Manawatu. À l'automne, elle participe, toujours dans son pays, au WXV. Elle fait partie de l'ambitieux recrutement des Chiefs Manawa pour la saison 2024 de Super Rugby Aupiki.

## Palmarès

### En rugby à XIII
- Finaliste de la Coupe du monde en 2017 (en).

### En rugby à XV

#### En province
- Vainqueur de la 2e division de la Farah Palmer Cup en 2023.

#### En équipe nationale
- Vainqueur de la Coupe du monde en 2021.

#### Distinctions personnelles
- Meilleure marqueuse de la Farah Palmer Cup en 2021.